# Шуркушерга
Шуркуше́рга (рос. Шуркушерга, марій. Шур Кугышӱргӧ) — присілок у складі Гірськомарійського району Марій Ел, Росія. Входить до складу Пайгусовського сільського поселення.

## Населення
Населення — 21 особа (2010; 27 у 2002).
Національний склад (станом на 2002 рік):
- марі — 92 %